# Comté (rzeka)
Comté (nazywana także Oyac) – rzeka w Gujanie Francuskiej o długości 160 km, dopływ Mahury. Przy jej prawym brzegu znajduje się miasto Roura. Leży nad nią również wieś Cacao. Jej głównymi dopływami są: Grand Galibi, Roche Fendé i Orapu.